# 德國中央黨
德國中央黨（德語：Deutsche Zentrumspartei），通稱為天主教中央黨（Zentrumspartei），是德國一个具有天主教背景的基督教民主主義政黨。
在魏玛共和国的大部分地区，中间党是国会的第三大党，也是共和国的堡垒，直到 1932 年都参与所有政府。1933 年初阿道夫·希特勒上台后，中间党是投票支持《授权法案》的政党之一，该法案授予希特勒政府立法权。尽管如此，该党还是被迫于 7 月 5 日解散，因为纳粹党此后不久成为该国唯一合法允许的政党。
第二次世界大战后，该党进行了重组，但无法恢复到以前的重要性，因为其大多数成员加入了新的跨教派基督教民主联盟 （CDU） 和巴伐利亚州的基督教社会联盟 （CSU）。中间党继续作为一个边缘政党，将精力集中在地区政治上，主要以北莱茵-威斯特法伦州为基地。从 1957 年到 2022 年，该党在德国联邦层面没有代表，当时联邦代表 Uwe Witt 和欧洲代表 Jörg Meuthen 从 AfD 叛逃并加入了中间党。

## 歷史
此黨創於1870年，曾支持教廷對抗由俾斯麥首相主政帝國政府推動的文化鬥爭，最終事件以帝國妥協告終，在文化鬥爭後的全盛時期曾擁有帝國議會近四分之一的席次，並為第三大黨，因在當時政治立場偏為中間，常在當時政府組閣上扮演重要角色。1925年，代表该党竞选总统的威廉·马克思以微弱落差在1925年德国总统选举中落败。1930年后，担任党主席的路德维希·卡斯发挥了偏向右倾的作用。1933年，在得知共产党议员被捕、社民党和本党议员受胁迫的情况下，得到希特勒维护总统和现有体制及积极推进与梵蒂冈缔结《政教协定》的承诺的德國中央黨投票支持授權法案，但仍因為納粹黨成為當時唯一合法政黨而在7月5日解散，成为所谓魏玛共和国最后的资产阶级政党。1945年，重新成立，不過因為原先的支持族群在巴伐利亞轉為支持基督教社會聯盟，而在德國其他區域改為支持基督教民主聯盟，故影響力大不如前，在1957年到2021年都沒有德國聯邦眾議院席次。
在2021年後，該黨曾經迎來一次曇花一現的小復興，兩名原本來自德國另類選擇的眾議員和歐洲議會議員分別選擇加入中央黨，令中央黨在數十年後首次重返德國眾議院，不過兩人均在加入不久之後就退出。

## 外部連結
- 官方網站 （页面存档备份，存于）